# Mike Kelley (Drehbuchautor)
Michael Kelley (* 1967, Chicago, Illinois) ist ein US-amerikanischer Drehbuchautor sowie Produzent und Schöpfer der Fernsehserien What/If, Revenge and Swingtown.

## Leben
Kelley wurde in Chicago geboren und wuchs in Winnetka, Illinois auf, wo er bis 1985 die New Trier High School besuchte. Eine seiner Mitschülerin war die Sängerin Liz Phair, die er später mit dem TV-Geschäft in Kontakt brachte.

## Werdegang
Kelley hat unter anderem für Serien wie The O.C. und Providence geschrieben und für diese teilweise auch produziert, so beispielsweise als Co-Autor für Episoden von Providence mit Jennifer M. Johnson. Er ist Erfinder der Serie Swingtown, welche bei CBS ab 2008 ausgestrahlt wurde. Für diese Serie hat er ebenfalls Episoden geschrieben.
Für den TV-Sender ABC hat Kelley Revenge, eine zeitgenössische Neuinterpretation von Alexandre Dumas’ Der Graf von Monte Christo aus weiblicher Perspektive, erfunden und geschrieben.
Im August 2018 wurde bekannt, dass Kelley ausführender Produzent, Autor und Erfinder der Netflix-Mini-Thriller-Serie What/If wird. Die Serie wurde am 24. Mai 2019 erstausgestrahlt.